# Tetrachthamalus oblitteratus
Tetrachthamalus oblitteratus is een zeepokkensoort uit de familie van de Chthamalidae